# Mihovil Novaković
Mihovil Novaković (1872. - 1933.), hrvatski fotograf

## Životopis
Rodio se 1872. godine. Fotografijom se bavio amaterski. Rad je povijesno dokumentarno vrijedan jer svjedoči o životu građanskih obitelji na početku 20. stoljeća u Zadru i Benkovcu. Negativi koje je napravio može se datirati u radoblje od početka 20. stoljeća do 1933. godine. Dio digitaliziranih negativa je na mrežnim stranicama Europeane u sklopu projekta Partage Plus, odnosno digitalizacije secesijske kulturne baštine Hrvatske. Manji dio zbirke od 677 staklenih negativa i pozitiva u Narodnom muzeju Zadar koja čini Zbirku Novaković Mihovilovo je djelo, te a u većoj mjeri njegova brata Zvonimira.